# Dénes Dibusz
Dénes Dibusz (* 16. November 1990 in Pécs) ist ein ungarischer Fußballtorhüter. Der 188 cm große Torwart spielt seit Oktober 2014 für die ungarische Fußballnationalmannschaft. Er steht seit 2014 beim ungarischen Rekordmeister Ferencváros Budapest unter Vertrag, mit dem er bislang unter anderem acht Mal die Meisterschaft in Ungarn gewinnen konnte.

## Karriere

### Verein
Dibusz spielte von 2002 bis 2014 bei seinem Heimatverein Pécsi Mecsek FC, zunächst in der Jugend und ab 2008 in der ersten Mannschaft, die in der zweiten ungarischen Liga spielte. Nachdem er für die Saison 2009/10 an den Drittligisten Barcsi SC ausgeliehen war, wurde er in der Saison 2010/11 ab dem zweiten Spieltag Stammtorhüter und stieg mit seiner Mannschaft am Ende der Saison als Zweitligameister der Staffel West in die erste Liga auf. In seiner ersten Erstligasaison stand er in allen 30 Spielen im Tor und blieb siebenmal ohne Gegentor. Als zwölftplatzierte Mannschaft konnte der Verein die Klasse halten. Auch die folgende Saison, in der er nur bei einem Spiel fehlte, schloss der Verein als Zwölfter ab und wieder blieb er siebenmal ohne Gegentor.
Seine Leistungen weckten das Interesse des ungarischen Rekordmeisters Ferencváros Budapest und nach 10 Spielen in der Saison  2013/14 wechselte er in die Hauptstadt. Ferencváros  hatte seit 2004 keinen Titel mehr gewonnen. Unter dem neuen Trainer Thomas Doll, der im Dezember 2013 das Amt übernommen hatte, knüpfte der Verein aber wieder an alte Leistungen an. Zunächst kam Dibusz zwar nur in 13 Spielen zum Einsatz, damit half er aber mit, dass der Verein als Dritter für die 1. Qualifikationsrunde zur UEFA Europa League 2014/15 qualifiziert war.  Nachdem sie in der ersten Runde noch den maltesischen Pokalfinalisten Sliema Wanderers ausschalten konnten, scheiterten sie in der zweiten Runde am kroatischen Pokalsieger HNK Rijeka. In der Meisterschaftssaison 2014/15 kam er in allen 30 Spielen zum Einsatz und konnte 17-mal sein Tor sauber halten. Er hatte damit einen hohen Anteil an der Vizemeisterschaft. Zudem gewann er mit Ferencváros den Pokal durch ein 4:0 gegen Meister Videoton FC – für die Budapester der erste Pokalsieg seit 2004. Im Juli 2015 gewann er dann auch den Supercup gegen Meister Videoton. Ferencváros zog damit in der Zahl der Supercupsiege mit Debreceni Vasutas SC gleich. Als Vizemeister waren sie auch für die 1. Qualifikationsrunde zur UEFA Europa League 2015/16 qualifiziert, die Ferencváros gegen den niederländischen Erstligaabsteiger Go Ahead Eagles Deventer überstand, der den Qualifikationsplatz über die Fair-Play-Wertung erhalten hatte. In der nächsten Runde scheiterte Ferencváros dann aber am bosnischen Vizemeister FK Željezničar Sarajevo.
In der Saison 2015/16 kassierte er in 31 Spielen nur 21 Gegentore, die wenigsten aller Stammtorhüter in der Saison, wobei er 15-mal kein Tor kassierte und mithalf, dass Ferencváros erstmals seit 2004 wieder Meister wurde und 21 Punkte Vorsprung auf Vorjahresmeister Videoton FC erreichte, die höchste Punktdifferenz seitdem 2004 die Meisterschaftsrunde abgeschafft wurde. Zudem konnte Ferencváros den Pokal durch einen 1:0-Sieg gegen den Lokalrivalen Újpest Budapest verteidigen.

### Nationalmannschaft
Dibusz  gehörte 2012 zum Kader der U-21-Mannschaft für die vier letzten Spiele in der Qualifikation für die U-21-Europameisterschaft 2013. Er kam aber nicht zum Einsatz, das Tor hütete Péter Gulácsi, Ersatztorhüter beim FC Liverpool. Die Ungarn gewannen die vier Spiele, hatten aber nach den vier Niederlagen in den ersten vier Spielen schon keine Chance mehr sich zu qualifizieren.
Im Juni 2014 wurde er erstmals zu zwei Freundschaftsspielen zur A-Nationalmannschaft eingeladen, kam aber nicht zum Einsatz. Am 14. Oktober 2014 kam er dann im Qualifikationsspiel für die EM 2016 gegen die Färoer zu seinem ersten Einsatz und spielte beim 1:0-Sieg über 90 Minuten. Dies blieb aber sein bisher einziges Pflichtspiel. Danach kam er nur noch dreimal bei Freundschaftsspielen zum Einsatz, wobei er zweimal zur zweiten Halbzeit ausgewechselt wurde.
Am 9. Mai 2016 wurde er zusammen mit dem sechs Monate älteren Péter Gulácsi und dem 14 Jahre älteren Torwart-Oldie Gábor Király in den vorläufigen EM-Kader berufen und wurde am 31. Mai auch ohne weiteren Testspieleinsatz für den endgültigen Kader berücksichtigt. Als einer von zwei Ersatztorhütern kam er im Turnier aber nicht zum Einsatz.
Zur Fußball-Europameisterschaft 2021 wurde er in den ungarischen Kader berufen, kam aber mit diesem nicht über die Gruppenphase hinaus. In der Qualifikation für die WM 2022 hatte er sechs Einsätze, belegte mit seiner Mannschaft aber hinter England, Polen und Albanien nur den vierten Platz.
In der Qualifikation für die EM 2024 kam er in allen acht Spielen zum Einsatz, wobei er in den ersten drei Spielen kein Gegentor kassierte. Die Ungarn qualifizierten sich als Gruppensieger für die Endrunde, wo sie auf Deutschland, Schottland und die Schweiz trafen. Er gehörte zum Kader für die EM-Endrunde, wurde in den drei Gruppenspielen nach denen die Ungarn ausschieden aber nicht zum Einsatz. In der UEFA Nations League 2024/25 stand er in fünf von sechs Gruppenspielen und den beiden Play-off-Spielen gegen die Türkei im Tor.

## Erfolge
- Zweitligameister Staffel West 2010/11
- Ungarischer Meister 2015/16, 2018/19, 2019/20, 2020/21, 2021/22, 2022/23, 2023/24, 2024/25
- Ungarischer Pokalsieger 2015, 2016, 2017 und 2022
- Ungarischer Liga-Pokalsieger 2015
- Ungarischer Supercupsieger 2016